# Схіпборг
Схіпборг (нід. Schipborg) — село в нідерландській провінції Дренте. Входить до муніципалітету А-ен-Гюнзе.
Його площа становить 5,92 км², а населення станом на 2021 рік складало 590 осіб.

## Галерея

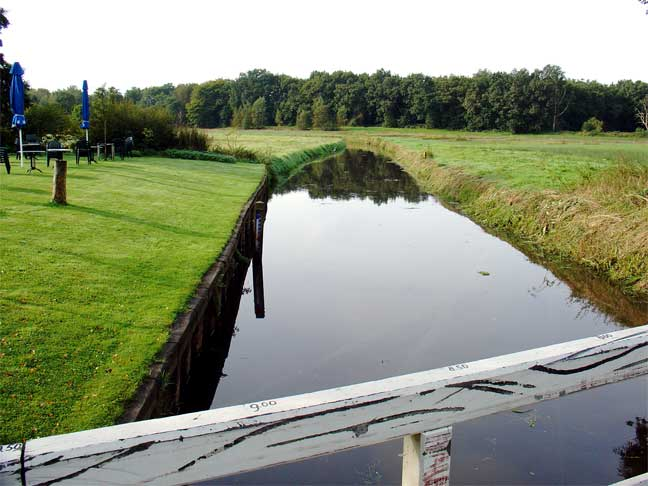
Канал у Схіпборзі
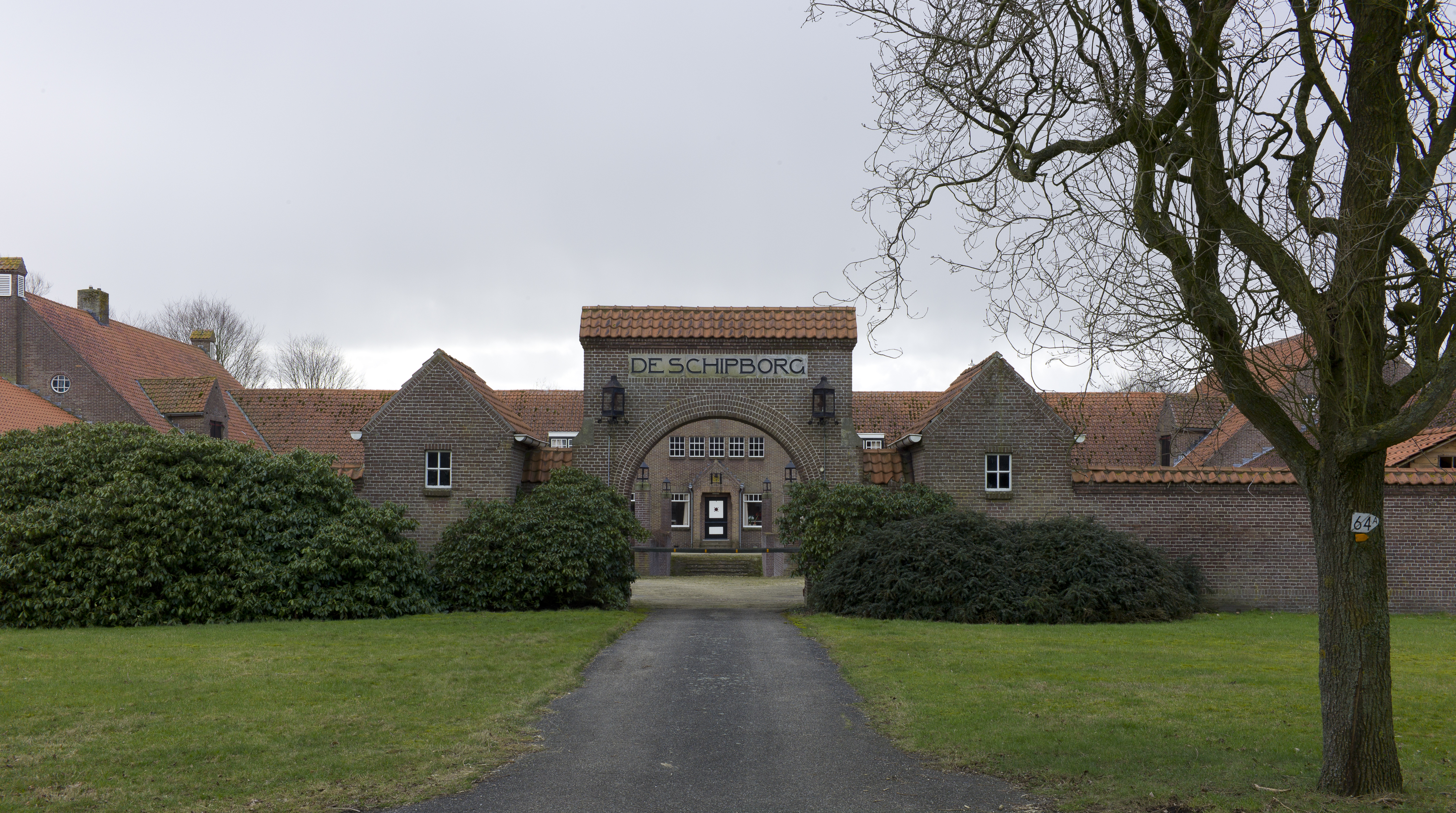
Замок у Схіпборзі
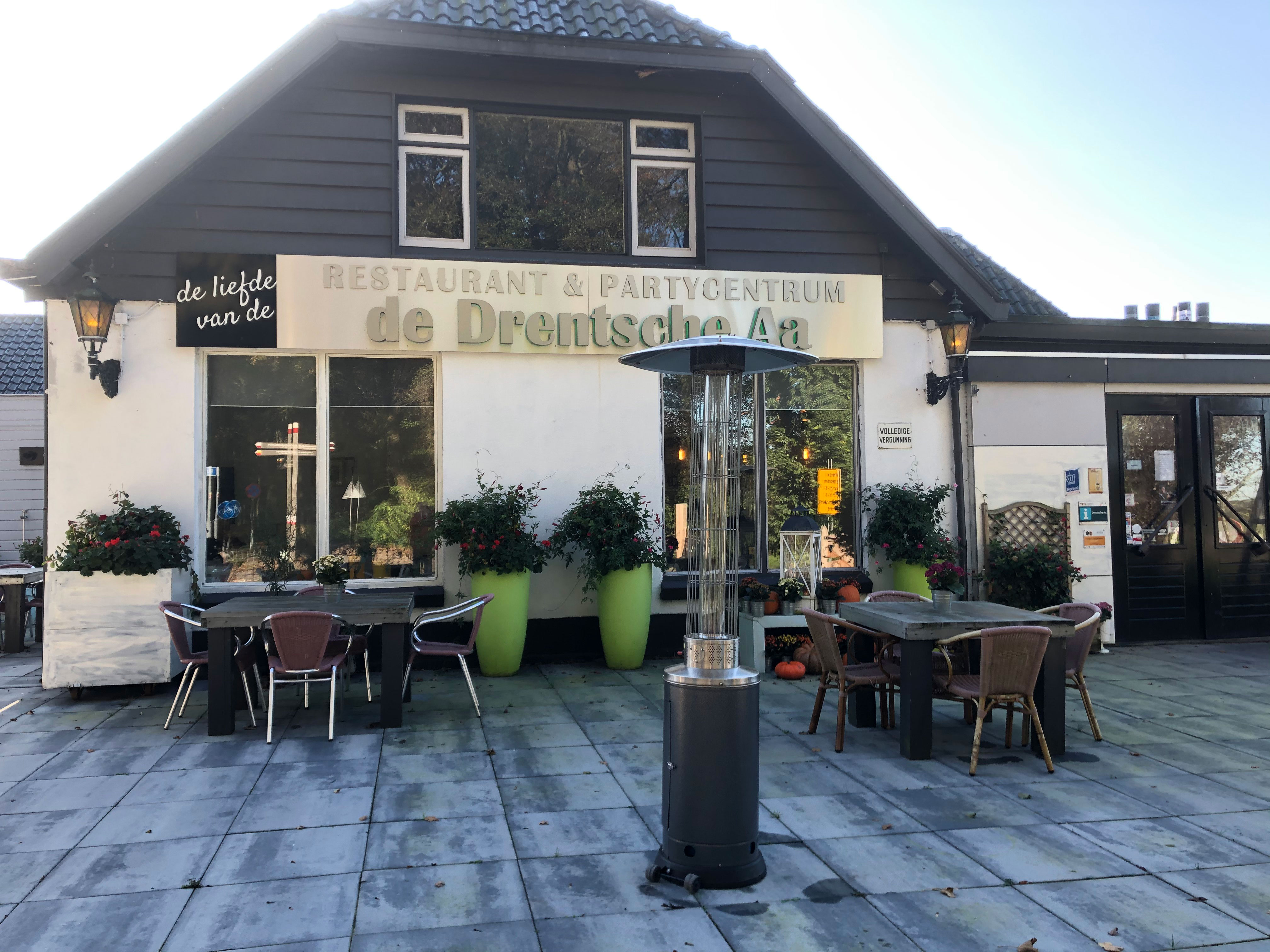
Ресторан у селі
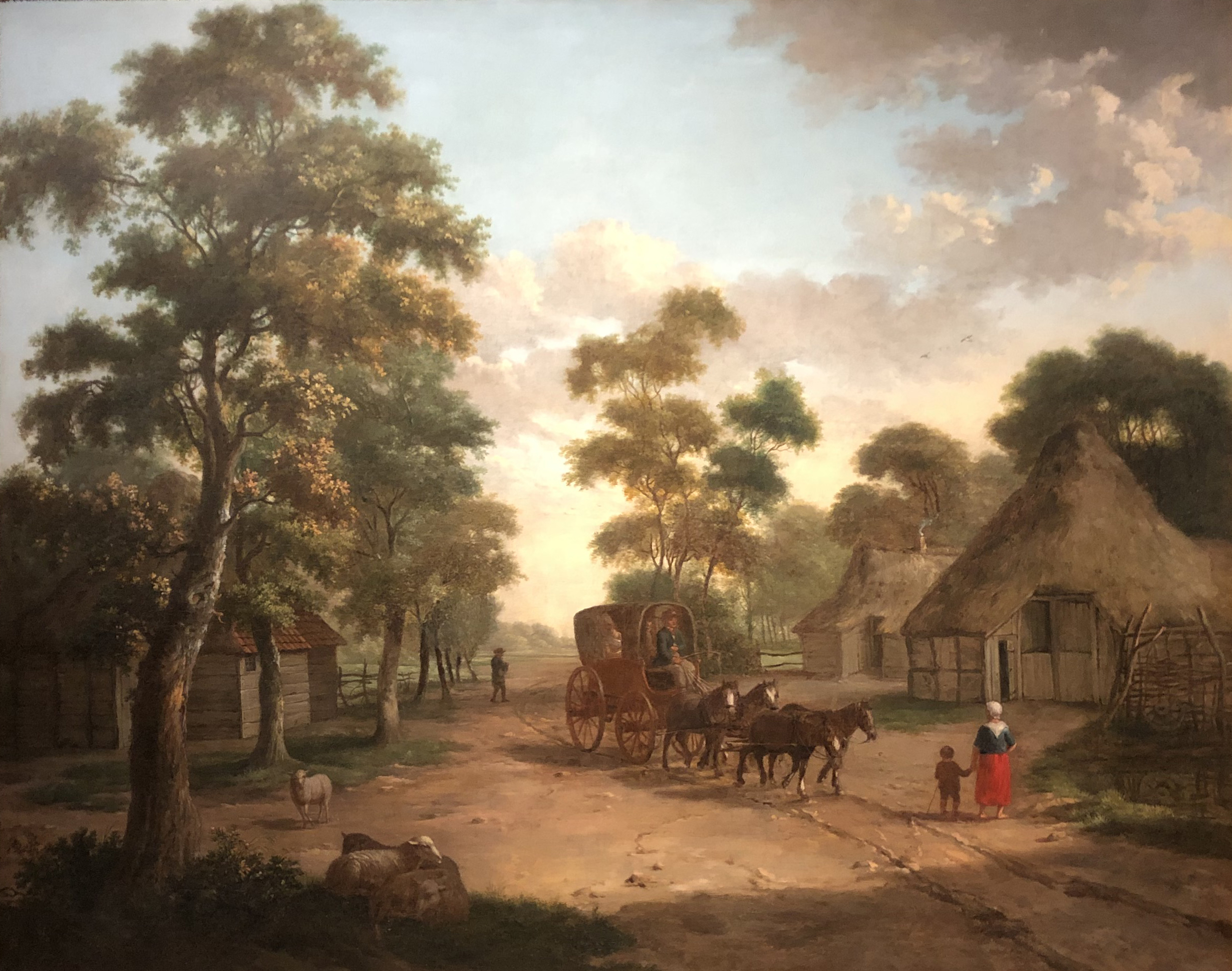
Пейзаж села (1806)